# Miloš Bok
Miloš Bok (* 16. ledna 1968 Praha) je český hudební skladatel, dirigent, klavírista, sbormistr, varhaník a pedagog.

## Životopis
Miloš Bok se narodil 16. ledna 1968 v Praze. Vystudoval na Pražské konzervatoři obor klavír, který absolvoval v roce 1988 u Jaromíra Kříže, a krátce poté se stal posledním žákem profesora Josefa Páleníčka na HAMU v Praze, u něhož studoval do jeho smrti (1991). V mládí získal na různých národních i mezinárodních klavírních soutěžích celkem šest cen. Za komunistického režimu mu bylo zabráněno studovat dirigování a skladbu. Po pádu totality vystudoval dirigování u Maria Klemense, opět na Pražské konzervatoři (1991–1993), ve skladbě zůstal autodidaktem. S Bokem spolupracovala, zejména v rámci jeho privátních projektů řada významných českých symfonických i sborových těles (Symfonický Orchestr Hlavního Města Prahy FOK, Symfonický Orchestr Českého Rozhlasu, Orchestr Národního divadla, Kühnův smíšený a dětský sbor...). Jeho tvorbu dokumentuje celá řada nahrávek (v roce 2018 přes dvacetpět CD), bylo jí věnováno mnoho pořadů Českého rozhlasu, České televize a dalších televizních stanic i celovečerní dokumentární film Credo fis moll (režie Přemysl Havlík, 2006). V roce 1998 založil Umělecké sdružení Elgar. Významná je jeho činnost varhaníka především v plzeňské a litoměřické diecézi a organizátora kulturního života v severních a západních Čechách. Od roku 1987 je činný jako pedagog na různých hudebních a základních školách. V letech 1999–2016 vedl Západočeskou symfoniettu Sv. Cecílie. V letech 2002–2011 také vedl Karlovarský pěvecký sbor.
V roce 2017 mu OSA udělila ceny Nejúspěšnějšího skladatele vážné hudby a Vážná skladba roku.
S manželkou Bělou má sedm dětí. Žije na bývalé faře v Močidleci u Žlutic na Karlovarsku.

## Hudební tvorba
Skladatelské tvorbě se věnuje od dětství. Po prvních nedokončených kompozičních pokusech (klavírní koncert, symfonie) ho postupná konverze ke katolické víře dovádí k poznání, že jeho posláním je věnovat se pozdvihnutí církevní hudby. V rámci tohoto vyhranění své tvorby a činnosti se dotkl všech hudebních forem a svým dílem vytvořil rozsáhlý svébytný hudební svět. Jeho první dokončené dílo, Missa Solemnis (1986) patří mezi nejhranější velká vokálně instrumentální soudobá díla (přes padesát provedení, v roce 1999 v proslulé Carnegie Hall v New Yorku a v roce 2015 v Dómu Sv. Víta, Václava a Vojtěcha v Praze). Následovaly další mešní kompozice, Missa Brevis Es dur (1987) a Missa brevis Fis dur (1988, revid. 2003), a celá řada menších děl určených k doprovodu liturgie, od slavnostních mešních zpěvů (Hospodine, ulituj nás, 1996; Alleluja, živ buď, 2007; Věřím v jednu církev, 2008...), přes osobitá zhudebnění žalmů a chvalozpěvů (Hymnus k Duchu svatému, 2005; De profundis, 2009; Psalm 131, 2010; Magnificat, 2011), cykly vánočních koled (Symfonické koledy, 1998; Snové koledy, 2006), až po prosté Chórové zpěvy pro klášter trapistů (2001). Za zmínku stojí také monumentální Credo fis moll (2006), které svou délkou přesahuje běžný rámec mešního obřadu a je autorovým osobním vyznáním. Kvalitu a konverzní účinek Bokovy hudby vyzdvihl v osobním dopise v roce 2006 papež Benedikt XVI. V roce 2015 Česká biskupská konference Boka ocenila za jeho chrámová díla a činnost pro katolickou církev.
Vrchol jeho tvorby tvoří rozsáhlá oratorní trilogie pro sóla, dětský a smíšený sbor, varhany a velký symfonický orchestr. Prvním z nich je oratorium Skřítkové z Křinického údolí (1993), jehož první provedení proběhlo při příležitosti autorova absolventského koncertu dirigování v pražském Rudolfinu. Následuje oratorium Svatá Zdislava (2001), ze kterého byly prozatím autorem provedeny pouze některé rozsáhlejší celky. Posledním je rozpracovaná Apokalypsa v Kamenické stráni, jejíž první díl Bok dokončil v roce 2012 a který s velkým úspěchem provedl v roce 2016 s Českou filharmonií v Dvořákově síni Rudolfina světoznámý a renomovaný dirigent Manfred Honeck. Celá trilogie vytváří zcela nový, moderní druh duchovní kompozice. Formálně se v ní pojí velkolepé sonátové rozvržení s principem attaca propojených částí, jejichž názvy a autorský, abstraktní text vedou posluchačovu fantazii. Bokova ojedinělá oratorní trilogie prostoupená autobiografickými prvky je meditací o smrti a pocitu blížící se apokalypsy a zároveň oslavou římskokatolické církve.
Důležitým aspektem Bokovy tvorby je její vztah k duchovnímu a kulturnímu místopisu severních a západních Čech, jejichž sociální a kulturní předivo bylo dramaticky poznamenáno dějinnými událostmi. Bok složil řadu originálních duchovních skladeb pro komorní dechové ansámbly s varhanami (Symfonické fanfáry, 1999; Vakovská litanie, 2002; Svatováclavská intráda, 2007; Svatodušní intráda, 2008; Smuteční hudba, 2008), z nichž každá je věnovaná konkrétnímu místu. To je případ i dalších jeho skladeb, mimo jiné klavírních fug na poštovní směrovací čísla některých farností. V těchto krajích také hojně působí jako dirigent a organizátor hudebního života, mimo jiné zde již přes třicet let provádí Rybovu Českou mši vánoční a další duchovní díla (Mozart, Beethoven, Liszt, Dvořák aj.).
Dalším významným rysem Bokova díla je, že většina jeho skladeb existuje v různých verzích: orchestrální, komorní, varhanní, klavírní atd. Došlo k tomu jednak pro usnadnění jejich provádění, ale často také na žádost celé řady interpretů, pro které autor vypracoval různé úpravy vybraných částí svých duchovních děl (Malá suita pro 5 pozounů, tubu a tympány, 2006; Komorní koledy pro flétnu, trubku, tympány, varhany, a smyčcový kvartet s kontrabasem, 2007; Křinická suita pro lesní roh a smyčcový kvartet, 2008 aj.). Pro své přátele pak vypracoval celou řadu úprav či orchestrací, ať už jejich vlastních děl (Jaroslav Novák, Jaroslav Pelikán, Jean-Gaspard Páleníček, Václav Krahulík) nebo děl velkých skladatelů minulosti (orchestrace Tria Es dur Op. 40 J. Brahmse, úprava motetů a částí symfonií A. Brucknera, úpravy smyčcových kvartetů L. van Beethovena a J. Haydna pro dechový soubor, většinou na objednávku hornisty Radka Baboráka). Mezi nejprestižnější patří úprava pro žesťový soubor Ciaconny J. S. Bacha, kterou si u něho objednal světově proslulý dirigent a klavírista Daniel Barenboim, a orchestrace české národní hymny objednaná Českým olympijským výborem, která při svém zveřejnění vzbudila kontroverzi (obojí 2017). Zvláštní kapitolou je pak Bokova hudební tvorba pro filmy režiséra Jiřího Stracha (Anděl Páně, 2005; O dívce, která šlápla na chléb, 2007; Tři životy, 2007; Ďáblova lest, 2008; Ztracená brána, 2011; Svatojánský věneček, 2015), která se často stala přípravou pro jeho další vlastní kompozice.

## Dílo

### Oratoria
- Skřítkové z Křinického údolí (1993)
- Svatá Zdislava (2001)
- Apokalypsa v Kamenické stráni (2018)

### Mše
- Missa solemnis (1986)
- Missa brevis Es dur (1987)
- Missa brevis Fis dur (1988)

### Vokálně orchestrální skladby
- Hospodine, ulituj nás (1996)
- Symfonické koledy (1998)
- Narodil se Kristus Pán (1999)
- Hymnus k Duchu svatému (2005)
- Snové koledy (2005)
- Valse Allegro e Tranquillo (2005)
- Credo Fis moll (2006)
- Aleluja, živ buď (2007)
- Věřím v jednu Církev (2008)
- Canticum Ex Apocalypsa (2008)
- De profundis (2010)
- Psalm 131 (2010)
- Narodil se Kristus Pán (2010)
- Magnificat (2011)

### Orchestrální
- Vokovická symfonie (1984, fragment)
- Tisský klavírní koncert (1985, fragment)
- Anděl Páně – symfonická suita (2005)
- O divce, která šlápla na chléb – symfonická suita (2007)
- Preludium a fuga Fis dur (2007)
- Tři životy – symfonická suita (2007)
- Smuteční hudba (2008)
- Symfonie E dur "Apokalypsa v Kamenické stráni" (2018)[78]

### Chorální
- Chórové zpěvy pro klášter trapistů (2001)
- Hymnus k Duchu svatému (2005)
- De profundis (2008)
- Psalm 22 (2009)
- Psalm 131 (2010)
- Magnificat (2011)

### Písňové
- Ave Maria (2000)
- Večerní mariánská píseň (2010)
- Beata viscera (2010)

### Pro instrumentální soubory
- Komorní koledy pro flétnu, trubku, tympány, varhany a smyčcový kvartet s kontrabasem (2007)

### Pro žesťové soubory
- Symfonické koledy (1998)
- Žlutické symfonické fanfáry (1999)
- Vakovská litanie ke všem svatým (2002)
- Malá suita (2006)
- Svatováclavská intráda (2007)
- Ktišská svatodušní intráda (2008)
- Smuteční hudba (2008)
- Adventní intráda (2012)
- Chrámová suita (2015)

### Komorní
- Křinická suita pro lesní roh a smyčcový kvartet (2008)
- Smyčcový kvartet E dur "Apokalypsa v Kamenické stráni" (2014)

### Instrumentální
- Snové koledy pro trubku (hornu) a varhany (2005)

### Klavírní
- Klavírní sonáta Svatá Zdisla (2001)[79]
- Žlutická fuga na 364 52 (2002)
- Dobřanská fuga na 334 41 (2003)
- Pohledská fuga na 582 21 (2003)
- Starorolská fuga na 360 17 (2005)
- Klavírní sonáta Credo fis moll (2006)
- Preludium a fuga Fis dur (2007)

### Scénické
- Biblické příběhy (1991)

### Filmové
- Anděl Páně (2005)
- O dívce, která šlápla na chléb (2007)
- Tři životy (2007)
- Ďáblova lest (2008)
- Ztracená brána (2011)
- Svatojánský věneček (2015)

### Úpravy
- Jaroslav Pelikán, Koncert pro hoboj a komorní orchestr, úprava pro hoboj a klavír (1997)
- Jaroslav Novák, Komorní suita Arianna, úprava po symfonický orchestr (1997)
- Jean-Gaspard Páleníček, Nokturno pro klavír, úprava po symfonický orchestr (1997)
- Jiří Strejc, Missa Lux et Origo, revize (1998)
- Jaroslav Pelikán, Koncert pro fagot a komorní orchestr, úprava pro fagot a klavír (2001)
- Joseph Haydn, Smyčcový kvartet C Dur Op. 76, úprava pro dechový kvartet (2003)
- Ludwig van Beethoven, Smyčcový kvartet F Dur Op. 18, úprava pro dechový kvartet (2003)
- Theodor Hoch, Phantasia Concertante, úprava pro trubku a symfonický orchestr (2003)
- Ludwig van Beethoven, Rondino Op. post., úprava pro smyčcový kvintet a dva lesní rohy (2003)
- Johannes Brahms, Trio Es Dur Op. 40, úprava pro lesní roh, housle a symfonický orchestr (2004)
- Anton Bruckner, Moteta, úprava pro žesťový soubor a varhany (2007)
- Anton Bruckner, Andante ze 7. symfonie, úprava pro lesní roh a varhany (2008)
- Toots Thielemans, Bedarande Sommarvals, úprava pro smýšený sbor a orchestr (2008)
- Carl Nielsen, Canto Serioso, úprava pro instrumentální soubor (2008)
- Jakub Jan Ryba, Česká mše vánoční, revize (2008)
- Edmund Pascha, Kyrie, revize (2008)
- Jean-Gaspard Páleníček, Klavírní sonáta, úprava po symfonický orchestr (2010)
- Salem al Fakir, Good Song, úprava pro smýšený sbor a symfonický orchestr (2010)
- Adeste Fideles, úprava pro smíšený sbor a symfonický orchestr (2010)
- Anton Bruckner, 1. věta z 9. symfonie, úprava pro žesťový soubor a varhany (2011)
- Anton Bruckner, Adagio z 8. symfonie, úprava pro žesťový soubor a varhany (2011)
- Ludwig van Beethoven, Scherzo ze 3. symfonie, úprava pro instrumentální soubor (2014)
- Igor Stravinskij, Pekelný tanec z Ptáka ohniváka, úprava pro instrumentální soubor (2015)
- Václav Krahulík, Etuda – Toccata, úprava pro instrumentální soubor (2016)
- František Škroup, Kde domov můj?, úprava sóla, smýšený sbor a symfonický orchestr (2017)
- Johann Sebastian Bach, Ciaconna BWV 1004, úprava pro žesťový soubor (2018)
- Johann Sebastian Bach, Pièce d'Orgue G dur BWV 572, klavírní úprava